# Falls Creek (Little Bremner River)
Der Falls Creek ist ein 20 km langer linker Nebenfluss des Little Bremner River im Süden des US-Bundesstaats Alaska.

## Flusslauf
Der Falls Creek entspringt in den Chugach Mountains auf einer Höhe von etwa 1220 m. Er fließt in überwiegend südsüdöstlicher Richtung durch das Bergland. Von links mündet nach 730 m ein gletschergespeister Zufluss von links in den Falls Creek, nach weiteren 2,6 Kilometern ein gletschergespeister Zufluss von rechts. 4,5 km oberhalb der Mündung fließt der Falls Creek westlich am Upper Tebay Lake vorbei. Der Falls Creek trifft schließlich auf einer Höhe von 353 m auf den Oberlauf des Little Bremner River. Etwa 800 m oberhalb der Mündung befindet sich ein Wasserfall am Flusslauf.
Der Falls Creek entwässert ein Areal von 116 km². Das im Wrangell-St.-Elias-Nationalpark gelegene Einzugsgebiet umfasst zwei kleinere Gletscher.

## Namensgebung
Der lokale Flussname Falls Creek (falls englisch für „Wasserfall“ oder „Wasserfälle“; creek für „kleinerer Fluss“) wurde im Jahr 1913 von F. H. Moffit vom U.S. Geological Survey notiert. Vermutlich war der Wasserfall am Unterlauf namengebend für den Fluss.